# ロリーン・パウエル・ジョブズ
- ロリーン・パウエル・ジョブズ

ロリーン・パウエル・ジョブズ（Laurene Powell Jobs、1963年11月6日 - ）は、アメリカ合衆国の実業家。社会的インパクト組織であるエマーソン・コレクティブの創設者兼幹部であり、投資活動や慈善活動を通じて、教育改革、社会再分配、環境保全に関する政策を提唱している。 彼女はまた、高校教育を再考することに専念する、全国を代表する組織のXQ Instituteや、恵まれない高校生を大学に進学させるカレッジトラックの理事会の共同創設者兼社長でもある。 
Appleの共同設立者の一人である故スティーブ・ジョブズの元配偶者として相続した、550万もの株を保有したAppleの大株主で、ウォルト・ディズニー・カンパニーの株4%を持つ個人筆頭株主であること（2016年までは7.3%）から、女性として世界で6番目に資産を持つ富豪として知られる。また、『フォーブス』誌の「最もパワフルな女性100人」リストでは、2022年に32位に選ばれている。
パウエル・ジョブズはパロアルト (カリフォルニア州)に3人の子供とともに住んでいる。

## 略歴
ニュージャージー州のウエストミルフォードで生まれ育つ。1985年にペンシルバニア大学で政治学と経済学の学士号を取得。卒業後はメリルリンチに勤めたほか、3年間ゴールドマン・サックスで債券取引ストラテジストとして働いていた。
経済学修士課程の1年生であった1989年10月、スタンフォード大学でスティーブ・ジョブズの講義を受ける。このときジョブズが彼女の隣の席に座ったことがきっかけとなり交際を始める。その後1991年3月に、ヨセミテ国立公園内アワニーホテルで挙式をあげている。式を司ったのは曹洞宗の僧侶、乙川弘文である。また同年には、スタンフォード大学経営大学院でMBAを取得している。
1991年11月に息子リード、1995年に娘エリン、1998年に娘イブが生まれる。パウエルはまた、スティーブの娘リサ・ブレナン・ジョブズの養母でもある。
1991年、自然食品の小売業を営むTerraveraを共同設立し、オーガニック製品の生産と、北カルフォルニア州全土にある300以上の小売業者への運搬を行った。第二児が生まれたころ、教育分野へ注力するため同社を退社している。
2004年にラルフ・ワルド・エマーソンに因んで名付けた、Emerson Collectiveを創設する。
2010年12月より、White House Council for Community Solutionsメンバーとして、バラク・オバマ大統領のアドバイザーを務める。
2012年9月、スタンフォード大学の理事に選出され、2019年現在も継続している。
2013年4月、NBCのRock Starでのインタビューにて、15年間教育の場に携わってきたこと、そして大学での自分の経験を踏まえ、教育とロリーンが1997年に設立し運営する非営利団体College Trackによる取組みと大学教育を受けられるようにすることの意義ついて語っている。
2013年7月、オンラインメディアのOZYが、ロリーンによる投資を得、彼女が取締役に就任、更に2014年10月にはロリーンを筆頭とした投資家から2000万ドルの資金を得たことが報道された。
2015年9月、教育改革を支援する為、XQ Instituteに5000万ドル寄付している。
2015年11月、代表を務めるEmerson Collectiveを通して、デジタル技術によって個人個人への教育を改善する会社AmplifyをNews Corp.より買収したことが判明した。
2016年7月、馬術競技に取組む19歳の娘イヴの為に、フロリダ州ウェリントンの牧場を1530万ドルで購入した。
2017年7月、Emerson Collectiveを通し、アメリカのメディア企業The Atlanticを買収した。
2019年7月、レオナルド・ディカプリオが主宰するLeonardo DiCaprio Foundationと共に、地球気候変動対策を推進するEarth AllianceにEmerson Collectiveとして参加した。パウエル・ジョブズはEmerson Collectiveから、ジョナサン・アイブが起業したLoveFromやIOに出資するなど密接な支援を行なっている。

## 海外との関係
パウエル・ジョブスは2025年5月27日、日本の千葉工業大学より学術文化や社会への功績が特に顕著であると認められ、名誉博士の称号をブータン王国のジグミ・ケサル・ナムゲル・ワンチュク国王陛下、リード・ギャレット・ホフマンと共に授与した。
受賞に際し、パウエル・ジョブスは
"皆様、この世紀において、私たちはどのように未来を築いていくべきでしょうか。野心だけでなく、優しさを持って築きましょう。輝かしいものだけでなく、永続するものを築きましょう。そして、分裂からではなく、全体性から築きましょう。そうすることで、私たちは世界に、私たちを癒す何かを与えることができるからです。"
とコメントしている

## スティーブ・ジョブズの死
2011年10月5日、56歳で、AppleのCEOである配偶者スティーブ・ジョブズが、以前に治療した膵島細胞神経内分泌膵癌の再発による合併症のために死去した。 パウエル・ジョブズはスティーブン・P・ジョブズ・トラストを継承した。同信託は2013年5月の時点で、約11億ドルの価値があるウォルト・ディズニー・カンパニーの 7.3％の株式と、Apple社の550万株を所有している。2017年にウォルト・ディズニー・カンパニーの 株式の半分は売却している。
2020年現在、パウエル・ジョブズは、フォーブスの世界の億万長者の年次リストで59位にランクインしている。

## 慈善活動
1997年、パウエル・ジョブズは、高校の卒業、大学への入学、環境的に恵まれない生徒の大学の卒業率を改善するために、カルロス・ワトソンとともに非営利団体カレッジトラックをイーストパロアルトに設立した。全国平均の第一世代大学生の4年制大学の卒業率が24％であるのに対し、第一世代大学生が多くを占めるカレッジトラックの高校卒業生は、その約90％が4年制大学に通っており、70％が6年間で大学を卒業している。 カレッジトラックは、イーストパロアルト、サクラメント、サンフランシスコ、オークランド、ワッツ、ボイルハイツ、ニューオーリンズ、オーロラ (コロラド州)、デンバー、およびワシントンD.C.に施設を持っている。パウエルは、「5つの都市でセンターの開設を待っている。私たちは基準を高く維持したいと考えているが、フランチャイズや、私たちのカリキュラムとトレーニングの普及によって成長することに消極的だ。」と語っている。
2004年、Emerson Collectiveを設立する。Emerson Collectiveは、パートナーシップ、助成金、投資を通じて、教育・移民の改革、社会正義、メディア・ジャーナリズムに取り組む社会起業家や組織をサポートする組織である。
2015年9月、高校教育への新しいアプローチを確立するために、5,000万ドルのプロジェクト、XQ The Super School Project（以後XQ）を立ち上げる。 XQは、教育者、生徒、コミュニティリーダーが高校教育における新しい計画を創造し実施することを目的としており、 この取り組みには、学校のスケジュール、カリキュラム、テクノロジーの変革を行い、国の100年前の高校教育モデルを改善することが含まれている。 XQへの資金提供は、エマソンコレクティブ（Emerson Collective）から行われる。 最初の5,000万ドルの寄付に続いて、XQは追加寄付を発表し、10校にそれぞれ1,000万ドルを授与し、合計1億ドルの寄付を行った。 対象校は全国の約700の候補校から選ばれた。 パウエルのアドバイザーチームを率いるのは、ラスリンH.アリである。
2018年現在、パウエル・ジョブズは、カレッジトラック(College Track)、コンサベーションインターナショナル(Conservation International)、スタンフォード大学の取締役を務めている。また、彼女はXQの理事会の議長であり、外交問題評議会の議長の諮問委員会にも参加している。 2012年、彼女はフォーブスによって世界で49番目にパワフルな女性としてランク入し、2024年には21位にランクされた。